# 人食い人種
人食い人種（ひとくいじんしゅ）とは、飢餓などの特別な理由が無く人間を食料として食べる習慣や文化を持つ民族を指す言葉である。犯罪や飢餓時のやむを得ない事情などで個人的に食人を行った者は、20世紀になってもヨーロッパや日本などの全世界の諸地域で続出しているが、考慮にいれない。
実際にポリネシア文明圏では食人文化が確認されている。
18世紀にはヨーロッパ各国の宣教師が南洋諸島の島々へ送られたが、現地人に殺されて食べられると言う被害が相次いでいたほどである。彼等の記録によれば「白人の人肉は煮ても焼いても、ポリネシア人より不味い」そうである。
ポリネシアの人食いは、食癖として扱われ、評議会の帳簿などの記録等は確認されていない。
18世紀のイロマンゴ島では部族同士で殺し合い、食い合い、家畜としての人間の飼育が行われていたとの記録がある。
現在のイロマンゴ島では宣教師を食べた天罰で島の人口が減っていると信じられている。
観光客や取材に「自分の先祖は宣教師を食べた」と公言する住民もいる。
19世紀になると、南洋諸島が欧米の植民地と化したことにより西洋の法制度が施政され、食人文化は現在では絶滅している。